# Дмитриев, Андрей Владимирович
Андрей Владимирович Дмитриев (бел. Андрэй Уладзіміравіч Дзмітрыеў, род. 12 мая 1981, Минск, Белорусская ССР, СССР) — белорусский политический и общественный деятель. Сопредседатель общественной организации «Говори правду».

## Биография
Родился 12 мая 1981 года в Минске. Женат, отец троих сыновей.
Свободно владеет английским языком.
В 2015 году окончил Европейский гуманитарный университет по специальности «Политология».
В 2008 году основал Школу молодых менеджеров государственного администрирования (SYMPA). Владел и управлял собственным бизнесом. Помогает гражданам защищать их интересы и отстаивать позиции общества перед чиновниками, а также в самоорганизации граждан и развитии местного самоуправления.
В 2021 в возглавляемом Дмитриевым объединении «Говори правду» прошли обыски, после которых счета организации заблокировали, а офис — опечатали. Сам Дмитриев был задержан 12 августа 2021 года, отпущен в тот же день под подписку о неразглашении.
13 января 2023 года Дмитриев был снова задержан по подозрению в совершении преступления, предусмотренного ст.342 (организация и подготовка действий, грубо нарушающих общественный порядок, либо активное участие в них) Уголовного кодекса Республики Беларусь в августе-сентябре 2020 года. 6 апреля 2023 года суд Московского района Минска приговорил Андрея Дмитриева к 1,5 годам колонии за грубое нарушении порядка. По мнению прокурора Дмитриев участвовал в акциях протеста и блокировал движение общественного транспорта.

## Политическая деятельность
В 2001 году вступил в Объединённую гражданскую партию и состоял в ней до 2012 года, возглавил Московскую районную организацию города Минска. В 2007 году стал международным секретарем партии.
В 2002—2009 годах участвовал в качестве консультанта и главы избирательных кампаний в кампаниях разных уровней в Беларуси, России, Украине.
В 2010 году вместе с рядом политиков и экспертов основал движение «Говори правду».
В 2010 году был также главой избирательного штаба кандидата в президенты Владимира Некляева. Согласно данным независимого социологического агентства НИСЭПИ Владимир Некляев занял второе место и набрал 8,3 %.
В 2015 году Андрей Дмитриев становится главой избирательного штаба кандидата в президенты Татьяны Короткевич, которая, согласно данным независимого социологического агентства НИСЭПИ, получила на выборах 22,3 % голосов.
В 2019 году Андрей Дмитриев баллотируется в Палату Представителей. Согласно официальным данным, получает лучший результат среди альтернативных кандидатов.

## Кампания «Говори правду»
В 2012 году кампания «Говори правду» под руководством Андрея Дмитриева помогла уберечь от сноса деревни и дачи при строительстве Китайско-Белорусского индустриального парка и отстоять территорию Волмянского заказника (Смолевичский район). Вопрос о строительстве широко обсуждался в медиа и в обществе, включая ток-шоу на канале ОНТ. В ходе борьбы за сохранение дачных кооперативов и заказника Андрей Дмитриев подвергался преследованию и аресту.
В 2013—2014 годах в качестве руководителя «Говори правду» являлся инициатором и координатором сбора подписей за «Народный референдум» — инициативу про мирные перемены в Беларуси, бесплатное образование и медицину, возвращение двух сроков президентства и выборы гражданами мэров. Всего за инициативу «Народный референдум» было собрано более 75 тысяч подписей.
В 2017 году руководители «Говори правду» Андрей Дмитриев и Татьяна Короткевич добились принятия законодательства, регулирующего деятельность самозанятых граждан, чтобы люди могли зарабатывать и не бояться штрафов. В результате 19 сентября 2017 года был принят Указ № 337 «О регулировании деятельности физических лиц», который расширил перечень видов деятельности, для осуществления которых не нужно регистрироваться в качестве индивидуального предпринимателя.
На протяжении 2017—2019 годов Андрей Дмитриев и другие члены «Говори правду», в том числе и руководители региональных струтктур, организовали и провели в каждой области Беларуси Форумы регионального развития. Цели таких мероприятий — обсуждение проблем, характерных для конкретного региона, выработка способов их решений, предложений для местной власти, а также привлечение новых сторонников.
На Форумах выступали эксперты из различных сфер (экономика, предпринимательство, образование, самоуправление, общественная деятельность и т. д.), а участники имели возможность задать им вопросы, выступить со своими предложениями. поделиться проблемами, обменяться опытом. Всего было проведено восемь Форумов регионального развития, в которых приняли участие более 700 человек. Все предложения, озвученные их участниками, были переданы в Администрацию президента, правительство, парламент.
В декабре 2019 года был проведён Форум новых людей в Минске, в котором приняли участие более 400 человек со всей страны.
1 сентября 2019 года Дмитриев инициировал бессрочную акцию «За образование без поборов», которая сделала публичной информацию о размерах «родительских отчислений» на нужды школ и детских садов. Позиция родителей также была представлена им в Министерстве Образования.
В марте — апреле 2020 года организовал марафон «Без кароны» в помощь обществу по преодолению последствий коронавируса.

## Участие в Президентских выборах 2020 года
20 мая 2020 года Центральной избирательной комиссией была зарегистрирована инициативная группа по выдвижению Андрея Дмитриева кандидатом в президенты Беларуси. В состав инициативной группы были включены 2399 человек.
16 июня 2020 года инициативная группа Андрея Дмитриева собрала 100 тысяч подписей, необходимых для регистрации претендента кандидатом в президенты.
19 июня 2020 года окончился сбор подписей, всего Дмитриев собрал более 110 тысяч подписей, из которых 107 тысяч подписей подано в ЦИК.
30 июня Дмитриев подал документы на регистрацию кандидатом и заявил, что «выборы закончились, началась реальная кампания противостояния».
14 июля 2020 года на заседании ЦИК Дмитриев зарегистрирован кандидатом в Президенты Беларуси. Выступая на заседании Центризбиркома, он заявил, что идет на выборы, «потому что уверен, что Беларуси нужен новый президент», и готов «в случае победы назначить новые выборы».
Также, по его словам, Виктор Бабарико, Валерий Цепкало и Сергей Тихановский «имеют полное право быть кандидатами». Приступив к агитационной кампании, Дмитриев заявил, что пока не рассматривает возможность снятия своей кандидатуры в пользу другого оппозиционного кандидата. Набрал на выборах 1,21 % голосов избирателей.
12 августа 2020 года подал в ЦИК жалобу о непризнании прошедших выборов. На фоне акций протеста, Дмитриев потребовал пересчёта голосов и заявил о поддержке народа и кандидата Светланы Тихановской.